# Destroyed in Seconds
Destroyed in Seconds è un programma televisivo trasmesso su Discovery Channel negli Stati Uniti d'America e su DMAX e Deejay TV in Italia, che parla di gravi incidenti, ripresi con telecamere, telefonini o qualsivoglia oggetto, avvenuti in pochi secondi dove, fortunatamente, la vittima o le vittime, sopravvivono quasi sempre.
Il programma è stato realizzato in due edizioni per 54 puntate.